# Jaromír Blažek
Jaromír Blažek (phát âm tiếng Séc: [ˈjaromiːr ˈblaʒɛk]; sinh ra ngày 29 tháng 12 năm 1972) là một cựu cầu thủ bóng đá chuyên nghiệp người Séc thi đấu ở vị trí thủ môn. Anh chủ yếu thi đấu cho các câu lạc bộ ở giải bóng đá vô địch quốc gia Séc và có một lần chơi bóng ở nước ngoài. Bên cạnh đó, anh cũng là tuyển thủ tuyển quốc gia Cộng hòa Séc dự các giải đấu lớn như Giải vô địch bóng đá châu Âu 2000 và Giải vô địch bóng đá châu Âu 2004 và Giải vô địch bóng đá thế giới 2006, nhưng chủ yếu ngồi trên ghế dự bị.

## Sự nghiệp cấp câu lạc bộ
Sinh ra tại Brno, Blažek khởi nghiệp tại Slavia Prague, nơi anh có những trận đầu tiên đá ở giải quốc gia. Sau hai năm thi đấu chủ yếu từ băng ghế dự bị, anh chuyển đến Dynamo České Budějovice để trở thành thủ môn số một của đội. Mùa giải (1992–93) là mùa giải cuối của giải bóng đá vô địch quốc gia Tiệp Khắc, và anh quyết định chơi mùa giải Gambrinus liga đầu tiên trong màu áo Viktoria Žižkov, đó là một quyết định tốt bởi anh đã giành danh hiệu đầu tiên là cúp quốc gia. Anh rời đi chỉ sau một năm và trở lại Praha, lần này anh chọn FC Bohemians làm bến đỗ. Đội bị rớt hạng mùa đó và Blažek do không muốn có một năm chơi bóng ở Druhá liga nên đã được đem cho mượn đến câu lạc bộ đầu tiên của anh là Slavia Prague, nơi anh một lần nữa giữ vai trò dự bị. Kể từ Bohemians tái thăng hạng cùng năm đó, anh trở lại câu lạc bộ và ở lại đây thêm 3 mùa bóng rưỡi nữa.
Tuy nhiên khi mà câu lạc bộ của mình thi đấu không tốt, Blažek lại thu hút sự chú ý của gã khổng lồ Sparta Prague, và thực hiện phi vụ chuyển nhượng đến đội bóng này vào năm 2000, qua đó giành chức vô địch vào các năm 2000 và 2001. Anh được đem cho mượn đến kình địch Marila Příbram vào năm 2001 nhưng trở lại đội chủ quản một năm sau. Sau đó, anh thi đấu hầu hết các trận cho Sparta Prague, dù là ở giải quốc gia, đấu cúp hay các trận ở Champions League. Đây là một thời gian rất thành công đối với Blažek khi anh giành thêm 4 chức vô địch quốc gia và 3 cúp quốc gia.
Năm 2007, anh quyết định lần đầu trải nghiệm cảm giác thi đấu ở nước ngoài và được bán cho câu lạc bộ 1. FC Nürnberg của Đức; anh được mua để thay thế cho Raphael Schäfer đã chuyển đến VfB Stuttgart vào mùa hè. Blažek là thủ môn bắt chính ở đội bóng nhưng bị ốm vào tháng 4 và không thể thi đáu kết mùa giải, làm cho Nürnberg bị rớt hạng. tháng 6, có thông tin cho hay Blažek đã trở lại Sparta Prague vào mùa bóng kế tiếp. Tuy nhiên vào ngày 16 tháng 12 năm 2011, Sparta Prague thông báo quyết định hủy hợp đồng của Blažek trước thời hạn, biến anh thành cầu thủ tự do. Thông tin này được xác nhận bởi người đại diện của cầu thủ này là Pavel Paska.
Ngày 22 tháng 2 năm 2014, trong một trận đấu trong màu áo Jihlava chạm trán Znojmo, Blažek giữ sạch lưới trận thứ 139, thiết lập một kỷ lục mới cho vị trí thủ môn ở giải vô địch Séc.

## Sự nghiệp cấp đội tuyển
Blažek có trận ra mắt tuyển quốc gia vào ngày 29 tháng 3 năm 2000 trong một trận đấu giao hữu với tuyển Úc, kết thúc với chiến thắng 3–1. Tuy nhiên anh không thể chiếm suất bắt chính do chỉ là lựa chọn số hai sau Petr Čech. Anh nằm trong thành phần tuyển Séc dự cả Giải vô địch bóng đá châu Âu 2000 và Giải vô địch bóng đá châu Âu 2004, nhưng chỉ chơi một trận trong cả hai giải đấu trên. Anh cũng cùng tuyển Séc dự Giải vô địch bóng đá thế giới 2006.

## Đời tư
Anh đã kết hôn và có hai con – Jakub và Aneta. Blažek là họ hàng với vận động viên quần vợt Radek Štěpánek.

## Danh hiệu

### Câu lạc bộ
Viktoria Žižkov
- Cúp bóng đá Séc: 1994

Slavia Prague
- Giải bóng đá vô địch quốc gia Séc: 1995–96

Bohemians 1905
- Giải bóng đá hạng nhất quốc gia Séc: Hạng 3 1997–98
- Giải bóng đá hạng nhất quốc gia Séc: 1998–99

Sparta Prague
- Giải bóng đá vô địch quốc gia Séc: 1999–2000, 2000–01, 2002–03, 2004–05, 2006–07
- Giải bóng đá vô địch quốc gia Séc: Á quân 2003–04, 2008–09, 2010–11
- Cúp bóng đá Séc: 2004, 2006, 2007
- Cúp bóng đá Séc: Á quân 2001

Vysočina Jihlava
- Giải bóng đá hạng nhất quốc gia Séc: Á quân 2011–12

### Cấp đội tuyển
Cộng hòa Séc
- Giải vô địch bóng đá châu Âu: Bán kết 2004

### Cá nhân
- Giải bóng đá vô địch quốc gia Séc: Nhiều trận giữ sạch lưới nhất 2002–03, 2006–07, 2009–10, 2010–11
- Giải bóng đá vô địch quốc gia Séc: Đội hình của năm 1999–2000, 2002–03, 2003–04, 2008–09[5]
- Cầu thủ bóng đá Séc của năm ở mùa giải 2005–06
- Giải bóng đá vô địch quốc gia Séc: Thủ môn hay nhất 2012–13[6]
- Cầu thủ hay nhất tháng Giải bóng đá vô địch quốc gia Séc: tháng 10 năm 2013[7]
- Giải bóng đá vô địch quốc gia Séc: Thủ môn xuất sắc thứ hai trong giai đoạn 1993–2013 do cổ động viên bầu chọn[8]

## Các kỷ lục
- Giải bóng đá vô địch quốc gia Séc: Cầu thủ lớn tuổi nhất lịch sử Giải bóng đá vô địch quốc gia Séc (42 tuổi, 4 tháng)[9]
- Giải bóng đá vô địch quốc gia Séc: Nhiều trận giữ sạch lưới nhất Giải bóng đá vô địch quốc gia Séc (157)[10]
- Giải bóng đá vô địch quốc gia Séc: Nhiều mùa giải thi đấu nhất (19)[11]